# Kuta Buloh I
Kuta Buloh I is een bestuurslaag in het regentschap Aceh Selatan van de provincie Atjeh, Indonesië. Kuta Buloh I telt 1138 inwoners (volkstelling 2010).